# Castello di Bereguardo
Il castello di Bereguardo è un castello medievale situato in via Castello 2, nel comune di Bereguardo, in provincia di Pavia.

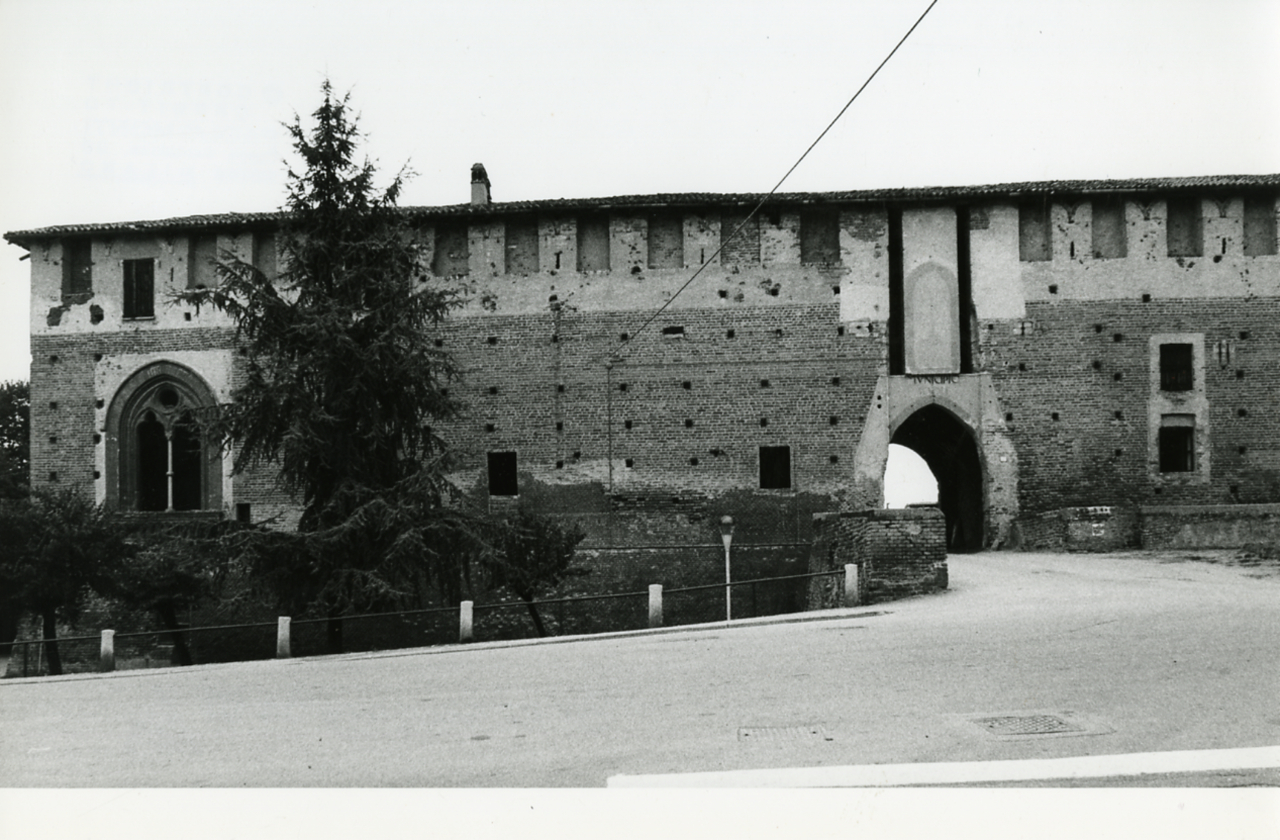
Castello di Bereguardo, Foto di Paolo Monti, 1980.

## Storia
Il castello, detto anche castello Visconteo di Bereguardo, fu edificato nella prima metà del XIV secolo, su commissione di Luchino Visconti, a difesa dei confini occidentali del Milanese. Fu utilizzato anche come residenza invernale e casino di caccia da Galeazzo II Visconti.
Nel XV secolo alcuni lavori di ristrutturazione furono portati avanti da Filippo Maria Visconti, che costruì anche il Naviglio di Bereguardo, un canale di collegamento al Naviglio Grande.
Il duca Francesco Sforza concesse il castello all'allora signore di Bereguardo, Giovanni Maruzzi da Tolentino, capitano e consigliere del duca. Nel 1648 rimase in possesso di questa famiglia fino al XVIII secolo. Dopo essere passato attraverso diversi proprietari, fu donato nel 1897 al comune dall'ingegnere Giulio Pisa. Attualmente ospita il municipio e la biblioteca comunale.
In origine il castello era una piazza chiusa sui quattro lati da edifici in mattoni, ma l'ala settentrionale fu rasa al suolo. L'estremità meridionale mantiene un ponte con fossato e mostra le merlature originali. L'estremità orientale presenta una bifora in stile gotico; realizzata in cotto, è databile alla metà del XV secolo. Il castello ha perso in gran parte la cinta muraria e gli interni sono molto modificati.

## Galleria d'immagini

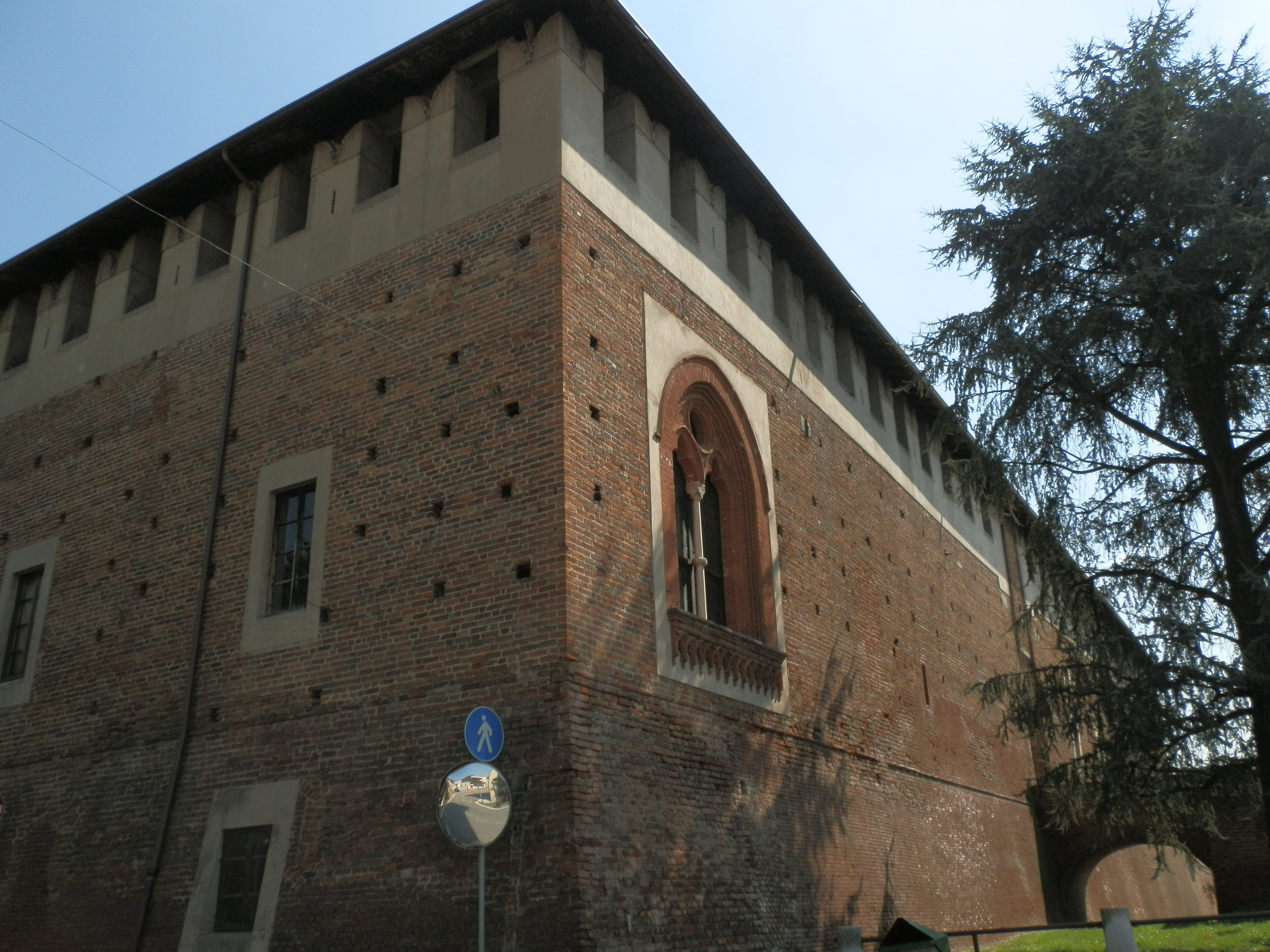
Castello
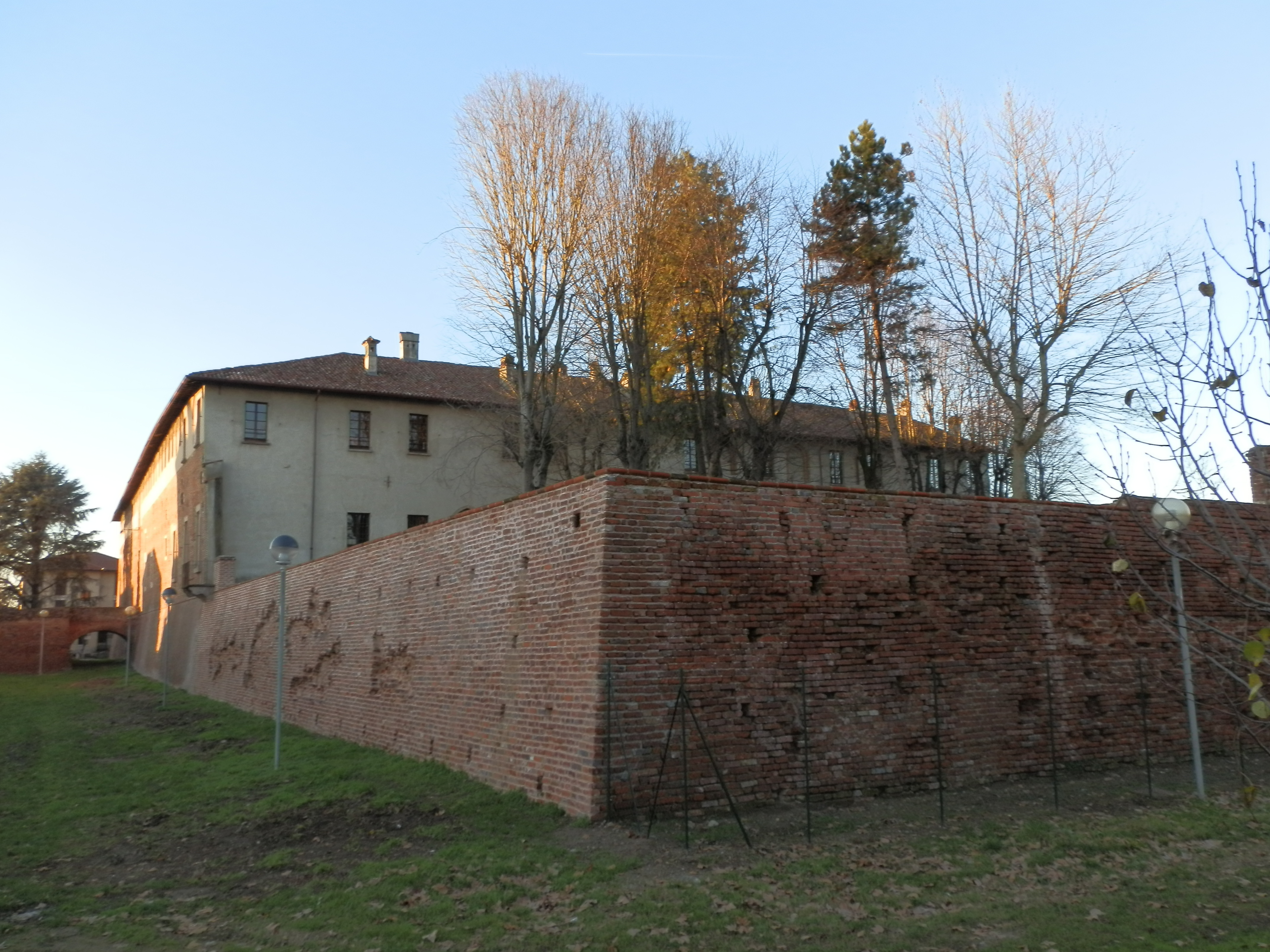
Castello e base della cinta muraria